# Le Cordon infernal
Le Cordon infernal est un album de bande dessinée publié à compte d'auteur en 1976 par la Française Claire Bretécher. C'est un recueil de plusieurs histoires publiées entre 1972 et 1974 dans les six premiers numéros de L'Écho des savanes, trimestriel de bande dessinée adulte co-fondé par l'auteure.

## Liste des histoires
- « Car tu deviens femme déjà » (L'Écho des savanes no 2), p. 5-13.
- « Les Tracas de Raoul » (L'Écho des savanes no 3), p. 15-22.
- « Comptine » (L'Écho des savanes no 6), p. 23.
- « Le Guide du savoir-vivre » (L'Écho des savanes no 2), p. 24-25.
- « La Vie sans motif de Meredith Blanchard » (L'Écho des savanes no 1), p. 27-36.
- « Histoire d'A » (L'Écho des savanes no 2), p. 38-41.
- « La Vie passionnée de Jehanne d'Arc » (L'Écho des savanes no 5), p. 43-50.
- « Vie et mœurs exemplaires du Salopiot des Marais », p. 52-53.
- « Le Cordon infernal » (L'Écho des savanes no 4), p. 54-69.
- « La Vie passionnée de Jehanne d'Arc -Épilogue- » (L'Écho des savanes no 5), p. 70.

## Traductions

### Périodiques
- (it) Quatre de ces histoires sont publiées dans Alter no 61 à 66, 1979[1].

### Albums
- (nl) Die verdomde band : En andere morele vertellingen (trad. Monique Raebel), Feministische Uitgeverij Sara, 1978,  (ISBN 9063280092).
- (de) Frühlingserwachen : 2 Bildgeschichten für frustrierte Eltern (trad. Rita Lutrand et Wolfgang Mönninghoff), Rowohlt, 1979.  (ISBN 3498095226)
- (it) Il cordone infernale e altri racconti morali (trad. Nicoletta Pardi), Bompiani, 1980.
- (da) Når du bliver kvinde (trad. Per Vadmand), Interpresse, coll. « Bretecher for voksne » no 1, 1984.  (ISBN 8775295032)
- (sv) Vårkänslor : Två bildberättelser om barn för frustrerade vuxna (trad. Britta Gröndahl), Hammarström & Åberg, 1985.  (ISBN 9176380556)